# Niegosławice (stacja kolejowa)
Niegosławice – stacja kolejowa w Niegosławicach, w woj. lubuskim, w Polsce. Obecnie nie odbywa się na niej ruch pasażerski.